# Grigory Leps
Grigory Viktorovitch Lepsveridze (en russe : Григо́рий Ви́кторович Лепсверидзе), dit Grigory Leps, né le 16 juillet 1962 à Sotchi, est un chanteur russe. De son style originel qui était la chanson russe (Русский шансон, Russkiy chanson), il a évolué vers le soft rock. Il est connu pour sa puissante voix de baryton,,.

## Biographie
Il est le chanteur russe qui a gagné le plus d'argent en 2013 avec 15 millions de dollars, en 2014 avec 12 millions de dollars et en 2015 avec 12,2 millions de dollars.
Il fait partie des jurés de Golos (la version russe de The Voice) lors des saisons 4 et 5 (2015 et 2016).

## Discographie
Albums